# Shoz Dijiji
Shoz Dijiji ist der Held aus zwei Büchern von Edgar Rice Burroughs. Die in Amerika recht bekannte Geschichte aus der Feder des Tarzan-Erfinders bemühte sich erstmals darum, ein realistisches Bild der Apachen zu zeichnen. Für diese beiden Romane konnte Burroughs, der 1896 als Angehöriger der 7. US-Kavallerie in „Fort Grant“ in Arizona, ganz in der Nähe der Handlungsorte stationiert war, von Kriegsveteranen, die noch an den Apachen-Kriegen teilgenommen hatten, Nachrichten aus erster Hand verarbeiten. Beide Romane erschienen zuerst in Fortsetzungen im All-Story-Magazin.
Burroughs erdachte in seinen beiden Apachen-Büchern, auf Grundlage eines für ihn ganz ungewöhnlichen Quellenstudiums, die Lebensgeschichte eines Waisenjungen namens Andy, dessen Eltern von den Indianern ermordet wurden. Die Apachen vom Stamm der Chiricahua verschleppen den Jungen und nehmen ihn später in ihrer Bande auf. Dort zeichnet sich der Junge, den sie Shoz Dijiji nennen, was so viel wie „Schwarzer Bär“ heißt, schon bald durch Mut und Geschicklichkeit aus, so dass er darin selbst die Indianer übertrifft. So gelingt es Andy, dessen Mutter zu einem Viertel eine Cherokee-Indinanerin war, bis zum Kriegshäuptling aufzusteigen. Da er seine wahre Herkunft nicht mehr kennt, hasst er die Weißen bis zum Tod, insbesondere, nachdem bei einem Scharmützel seine große Liebe, das Indianermädchen Ish-kay-nay umgekommen ist. Er wird zu einem gnadenlosen Krieger, tief verbittert und voller Rachsucht. Trotzdem weigert er sich, gegen Hilflose sowie Frauen und Kinder Krieg zu führen. Scheinbar ohne Gefühlsregung tötet er aber alle weißen Männer, die sich ihm in den Weg stellen. Selbst als sein Freund Geronimo die Waffen streckt und sich den amerikanischen Soldaten ergibt, beschließt Shoz Dijiji, den Kampf fortzusetzen. Erst nachdem er eine Weiße namens Wichita Billings aus den Händen des skrupellosen Indianerhändlers Dirty Cheetim befreit hat, beginnt er wieder menschliche Gefühle in sich zu entdecken. Ohne es sich einzugestehen, fühlt er sich zu dieser Weißen hingezogen. Diese allerdings empfindet für den vermeintlichen Indianer nur Verachtung. Je mehr sie ihn allerdings kennenlernt, umso mehr beginnt auch sie ihn zu schätzen und zu lieben. Als Shoz Dijiji seine wahre Herkunft entdeckt, ist er erst entsetzt, setzt sich dann aber nach und nach mit dieser Situation auseinander. Gegenüber Wichita Billings verheimlicht er seine Herkunft aber auch weiterhin, selbst noch, nachdem er sie endlich akzeptiert hat. Er will allerdings, dass ihn diese Frau auch als Indianer liebt. Erst als sie ihn als solchen akzeptiert hat, heiratet er sie. Auch danach offenbart er ihr nicht seine wahre Abstammung.
Die Handlung spielt in den 70er und 80er Jahren des 19. Jahrhunderts, vor dem Hintergrund der Kämpfe unter den Apachenhäuptlingen Cochise und Geronimo gegen die US-Armee. Burroughs scheut sich nicht davor, die Apachen als den Weißen gleichwertige Menschen darzustellen. Ohne Schonung einer Seite schildert er die Gräueltaten sowohl der Indianer wie auch der Weißen. In keinem seiner anderen Werke ist Burroughs so realistisch wie in seinen beiden Apachenromanen.
Die Bücher um Shoz Dijiji liegen bisher nicht in deutscher Sprache vor.

## Bibliografie
- 1 The War Chief (5 Teile in: Argosy All-Story Weekly, April 16, 1927 ff.)
- 2 The Apache Devil (6 Teile in: Argosy All-Story Weekly, May 19, 1928 ff.; auch: Apache Devil, 1933)